# 조은정 (방송인)
조은정 (1994년 3월 25일 ~ )은 대한민국의 방송인이다.

## 학력
- 예원학교
- 서울예술고등학교
- 이화여자대학교 한국무용과 졸업

## 경력
- OGN 게임 전문 채널 온게임넷 아나운서 데뷔
- SBS <본격연예 한밤 리포터>(2016.12.06~2018.06)